# آرمین مایر
آرمین مایر (اسپانیایی: Armin Meier‎؛ زادهٔ ۳ نوامبر ۱۹۶۹ ‏(۵۵ سال)) دوچرخه‌سوار اهل سوئیس است.